# Graham Leggat
Graham Leggat (* 20. Juni 1934 in Aberdeen, Schottland; † 29. August 2015) war ein schottischer Fußballspieler, -trainer und Fernsehmoderator. Der Außenstürmer gehörte zum Aufgebot der schottischen Nationalmannschaft für die Weltmeisterschaftsendrunde 1958.

## Sportlicher Werdegang
Leggat spielte ab 1953 in der Wettkampfmannschaft des FC Aberdeen. Mit dem Klub gewann er 1955 den Meistertitel sowie im folgenden Jahr den Ligapokal. Nachdem er zuvor bereits in der schottischen Ligaauswahl gespielt hatte, führten seine guten Leistungen im April 1956 zu seinem Nationalmannschaftsdebüt. Beim 1:1-Unentschieden gegen England im April 1956 im Rahmen der British Home Championship 1955/56 erzielte er direkt sein erstes Länderspieltor, mit dem Ergebnis teilten sich alle vier antretenden Mannschaften den Titel. Zwei Jahre später spielte er unter dem interimistischen Nationaltrainer Dawson Walker in den ersten beiden Gruppenspielen des Weltmeisterschaftsturniers in Schweden. Nach nur einem Punkt aus den Spielen gegen Paraguay und Jugoslawien wechselte der Trainer die Offensive nahezu komplett, nach einer abschließenden 1:2-Niederlage gegen den späteren Turnierdritten Frankreich schied die Auswahl jedoch als Gruppenletzte aus.
Nach Turnierende wechselte Leggat nach England und schloss sich dem seinerzeitigen Zweitligisten FC Fulham an. Mit dem Klub stieg er im Sommer 1959 in die First Division auf. Parallel reüssierte er weiterhin in der Nationalmannschaft, im Rahmen der British Home Championship 1959/60 krönte er sich mit drei Toren – er traf jeweils einmal in jeder Partie – zum Torschützenkönig. Wiederum gewann er mit der Auswahl den Wettbewerb, wobei der Titel zwischen Schottland, England und Wales nach jeweils einem Sieg und zwei Unentschieden geteilt wurde. Anschließend endete seine Auswahlkarriere nach acht Toren in 18 Länderspielen.
1966 verließ Leggat den FC Fulham, bei dem er sich mit 127 Meisterschaftstoren unter die treffsichersten Torschützen der Vereinsgeschichte platzierte. Es folgten kurze Aufenthalte beim Zweitligisten Birmingham City, bei Rotherham United in der Third Division und den Bromsgrove Rovers im Non-League football. 1971 wechselte er zum Karriereausklang in die North American Soccer League zu den Toronto Metros. Dort arbeitete er bis 1972 auch als Trainer.
Anschließend arbeitete Leggat für die staatliche Rundfunkgesellschaft Kanadas und kommentierte bei den Olympischen Sommerspielen 1976 sowie bei diversen Weltmeisterschaften. Später wechselte er zu The Sports Network, wo er die Sendung Soccer Saturday moderierte.
2001 wurde Leggat in die Canadian Soccer Hall of Fame aufgenommen. Er verstarb im August 2015 in seiner neuen Heimat.
Leggats Sohn saß von 2005 bis zu seinem Tod 2011 der San Francisco Film Society vor.